# Болонья (метрополитенский город)
Метропольный город Болонья (итал. Città metropolitana di Bologna) — территориальная единица в области Эмилия-Романья в Италии. 
Площадь 3703 км², население 1 019 455 человек (2020). 
Образован 1 января 2015 года законом № 56 от 7 апреля 2014 года  на месте упразднённой провинции Болонья.
Центр территориальной единицы находится в Болонье. 

## Коммуны
В состав метрополитенского города входят 55 коммун:
- Анцола-дель-Эмилия
- Арджелато
- Баричелла
- Бентивольо
- Болонья
- Борго-Тоссиньяно
- Будрио
- Вальсамоджа
- Вергато
- Гаджо-Монтано
- Галльера
- Гранальоне
- Гранароло-дель-Эмилия
- Гриццана-Моранди
- Дзола-Предоза
- Доцца
- Имола
- Казалеккьо-ди-Рено
- Казальфьюманезе
- Кальдерара-ди-Рено
- Камуньяно
- Кастелло-д’Арджиле
- Кастель-Гвельфо-ди-Болонья
- Кастель-д’Аяно
- Кастель-дель-Рио
- Кастель-ди-Казио
- Кастель-Маджоре
- Кастель-Сан-Пьетро-Терме
- Кастеназо
- Кастильоне-дей-Пеполи
- Кревалькоре
- Лиццано-ин-Бельведере
- Лояно
- Малальберго
- Мардзаботто
- Медичина
- Минербио
- Молинелла
- Монгидоро
- Монте-Сан-Пьетро
- Монтеренцио
- Мондзуно
- Мордано
- Одзано-дель-Эмилия
- Порретта-Терме
- Пьеве-ди-Ченто
- Пьяноро
- Сала-Болоньезе
- Сан-Бенедетто-Валь-ди-Самбро
- Сан-Джованни-ин-Персичето
- Сан-Джорджо-ди-Пьяно
- Сан-Ладзаро-ди-Савена
- Сан-Пьетро-ин-Казале
- Сант-Агата-Болоньезе
- Сассо-Маркони
- Фонтанеличе